# Видрова цивета
Видровата цивета (Cynogale bennettii) е полуводен хищник от семейство Виверови, произхождащ от Тайланд, Малайзия, Индонезия и Бруней. На външен вид е подобна на палмовата цивета на Хоус (Diplogale hosei), но е с по-къса опашка и няма белезникава долна част. Поради неговата рядкост и потайния му характер, това е много слабо познат вид. Предполагаемият му произход от видровата цивета на Лоу (C. lowei), известна само от 1 холотип, открит през 1926 г. в Северен Виетнам, не е потвърден. Cynogale е моноспецифичен род.

## Ареал
Видровите цивети са разпространени на островите Суматра и Борнео (Калимантан) и на полуостров Тайланд. През март 2005 г. видрова цивета е заснета в акациева плантация в централната част на Саравак (щат в състава на Малайзия) по време на серия от 1632 нощи на проследяване с камера. Между юли 2008 г. и януари 2009 г. са заснети 10 видрови цивети в зона от около 112 кв. км в горския резерват Дерамакот на остров Борнео (в малайзийския щат Сабах), низинна тропическа гора с надморска височина от 60 до 250 м. През май 2009 г. присъствието на видрова цивета е документирано за първи път в Централен Калимантан, където 2 индивида са фотографирани в торфено-блатистата гора Сабангау на надморска височина от около 11 м.
Видровата цивета е нощен вид, който получава по-голямата част от храната си от водата - риба, раци и сладководни мекотели. Може също да се катери, за да се храни с птици и плодове. Въпреки наличието на записи от низинни сухи гори, показващи разпространение и в такива, се предполага, че видът е ограничен в разпространението си предимно до торфени блатни гори. Предпочитаното местообитание изглежда е низинната първична гора, но видрови цивети са регистрирани и във вторична гора, сред бамбук, и в изсечена гора. 
Видровата цивета притежава няколко адаптации към своето местообитание, включително широка уста и ципести крака с голи лапи от долната страна и дълги нокти. Муцуната ѝ е източена и с множество дълги мустаци.

## Екология
Видровата цивета е включена в списъка по Приложение II на CITES. Посочена е като застрашен вид поради сериозен продължаващ спад на популацията, оценен на повече от 50% през последните 3 поколения (приблизително 15 години) и произтичащ от прякото унищожаване на местообитанията и косвените предполагаеми намаления поради замърсявяне.